# Agustí Esparducer
Agustí Esparducer (Vinaròs, 1945) és un informàtic jubilat i activista digital.
Ha treballat en una multinacional d’ordinadors i com a petit empresari de serveis informàtics, programació i consultoria. Ha col·laborat com a 'community manager' en moviments com deumil.cat i altres sense ànim de lucre. Va ser enllaç sindical als anys setanta col·laborant amb CCOO com a independent en la negociació del conveni del metall de Barcelona. En aquesta època complementava els seus ingressos com a professor de matemàtiques de peritatge mercantil a l’acadèmia Hispano Francesa de Portal de l’Àngel. Agustí Esparducer, que feia manteniment tècnic d’una web que va crear fa anys, GolfaNova, ha mantingut certa activitat digital fent tallers de Facebook i Twitter i gestionant la pàgina del Casal de Gent Gran Can Fàbregas.
Va militar a Esquerra Republicana de Catalunya, Reagrupament i Solidaritat Catalana per la Independència. L'última activitat vinculada a la política que se li coneix va ser com a simpatitzant del moviment Procés Constituent, en què va col·laborar gestionant la pàgina de Facebook de Procés Constituent de Sarrià Sant Gervasi.